# Kevelaer
Kevelaer (IPA: [ˈkeːvəlaːɐ̯]; in basso tedesco Kevern) è una città di 27 891 abitanti appartenente al circondario di Kleve, nella Renania Settentrionale-Vestfalia, in Germania (targa KLE).
Meta di pellegrinaggi cristiani in Europa nord-occidentale, ogni anno più 800.000 pellegrini, soprattutto tedeschi ed olandesi, visitano Kevelaer per onorare la Vergine Maria.
La città partecipa al gemellaggio internazionale ed è gemellata con Bury St Edmunds, nel Regno Unito.
Kevelaer possiede lo status di "Media città di circondario" (Mittlere kreisangehörige Stadt).

## Cultura

### Architetture religiose
Essendo meta di pellegrinaggio, la città offre numerose chiese, create nel corso degli ultimi 350 anni, come la Basilica di Santa Maria (Marienbasilika), costruita fra il 1858 ed il 1864. La navata centrale e dei transetti nord e sud sono state realizzate secondo i piani dall'architetto Vincenz Statz. La costruzione della torre occidentale alta oltre 90m, è iniziata nel 1883 e portata a termine un anno dopo. Nel 1923 la chiesa fu elevata al rango di basilica minore.